# John J. Williams

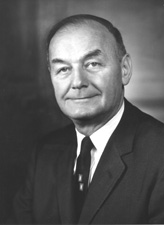
John James Williams

John James Williams, född 17 maj 1904 i Sussex County, Delaware, död 11 januari 1988 i Lewes, Delaware, var en amerikansk republikansk politiker. Han representerade delstaten Delaware i USA:s senat 1947-1970.
Williams gick i skola i Frankford. Han grundade 1922 företaget Millsboro Feed Company tillsammans med brodern Preston. Han gifte sig 1924 med Elsie Steele.
Williams besegrade sittande senatorn James M. Tunnell i senatsvalet 1946. Han omvaldes 1952, 1958 och 1964. Han föreslog 1965 att alla valda ämbetsinnehavare borde pensionera sig vid 65 års ålder. Förslaget vann inte gehör men Williams bestämde sig i alla fall att inte ställa upp för en femte mandatperiod i senaten. Han avgick några dagar före den fjärde mandatperiodens slut och efterträddes som senator av William V. Roth.
Williams var metodist och frimurare. Han gravsattes på Millsboro Cemetery i Millsboro.